# Marla Maples
Marla Ann Maples (Cohutta, Georgia, 27 oktober 1963) is een Amerikaans actrice en televisiepersoonlijkheid. Ze was de tweede vrouw van Donald Trump van 1993 tot 1999 en is de moeder van Tiffany Trump.
- Library of Congress Control Number: n97852953
- MusicBrainz: e08cca13-9077-4908-991a-c2927e29abba
- Nationale Bibliotheek van Polen: a0000003357614
- Virtual International Authority File: 320145911113927060664
- WorldCat: E39PBJr7XmKPKyRwGJPCTVkhpP